# Ірміно
І́рміно (з 1898 року – Ірмінська кам'яновугільна рудня з робочим селищем. У 1936 році селище отримало статус міста, 1977–2010 — Теплогірськ) — місто в Україні, у Кадіївській міській громаді Алчевського району Луганської області.
Назва міста походить від імені дружини засновника рудника - Ірми, яка була відомим свого часу діячем Теософського товариства.
Знаходиться на тимчасово окупованій території України.
Відповідно до Розпорядження Кабінету Міністрів України від 12 червня 2020 року № 717-р «Про визначення адміністративних центрів та затвердження територій територіальних громад Луганської області» увійшло до складу Кадіївської міської громади.

## Загальний опис
Місто постраждало внаслідок геноциду українського народу, вчиненого урядом СССР у 1932—1933 роках, кількість встановлених жертв в Петро-Голинищівській сільській раді — 62 людей.
З Кадієвкою до 2008 року було з'єднане трамвайною лінією. Залізнична станція Теплогірськ. В основному — вугільна промисловість. Річка Лугань (Луганка). 
Саме тут на шахті "Центральная-Ирмино" Олексій Стаханов встановив свій рекорд.
21 вересня 2014 року під час російсько-української війни бойовики з артилерії обстріляли селище Стахановець.

## Перейменування
8 липня 2010 року Верховна Рада України прийняла постанову «Про перейменування міста Теплогірськ Стахановської міської ради Луганської області».
У місцевому референдумі за назву «Ірміно» проголосувало 3870 осіб (71 %), «проти» — 1524 (28 %) серед 5428 виборців, що взяли участь у голосуванні.